# Cratere Morokweng

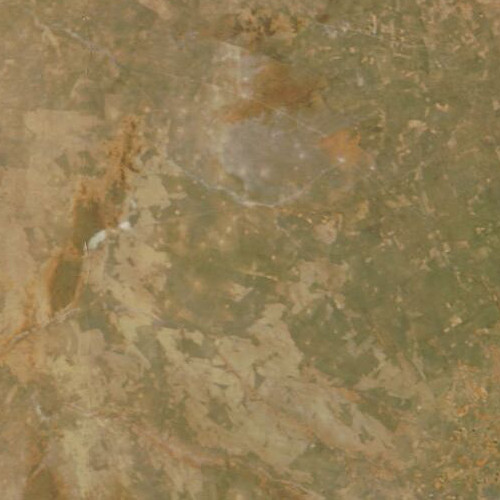
Area del cratere Morokweng ripresa dal satellite

Il cratere Morokweng è un cratere meteoritico di circa 70 km di diametro e di circa 144 milioni di anni di età situato in Sudafrica. È uno dei pochi crateri meteoritici antichi in cui si siano trovati frammenti del corpo meteoritico che lo ha creato.